# Ipiranga (Gravataí)
Ipiranga é um distrito do município brasileiro de Gravataí, no estado do Rio Grande do Sul. Segundo o censo demográfico de 2022, realizado pelo Instituto Brasileiro de Geografia e Estatística (IBGE), sua população era de 6 829 habitantes e havia 2 675 domicílios particulares permanentes ocupados. Foi criado pela lei municipal nº 1 de 8 de janeiro de 1958.
De acordo com o IBGE, em 2010 a população era de 4 894 habitantes e havia 2 183 domicílios particulares.